# Synagoge (Rabí)

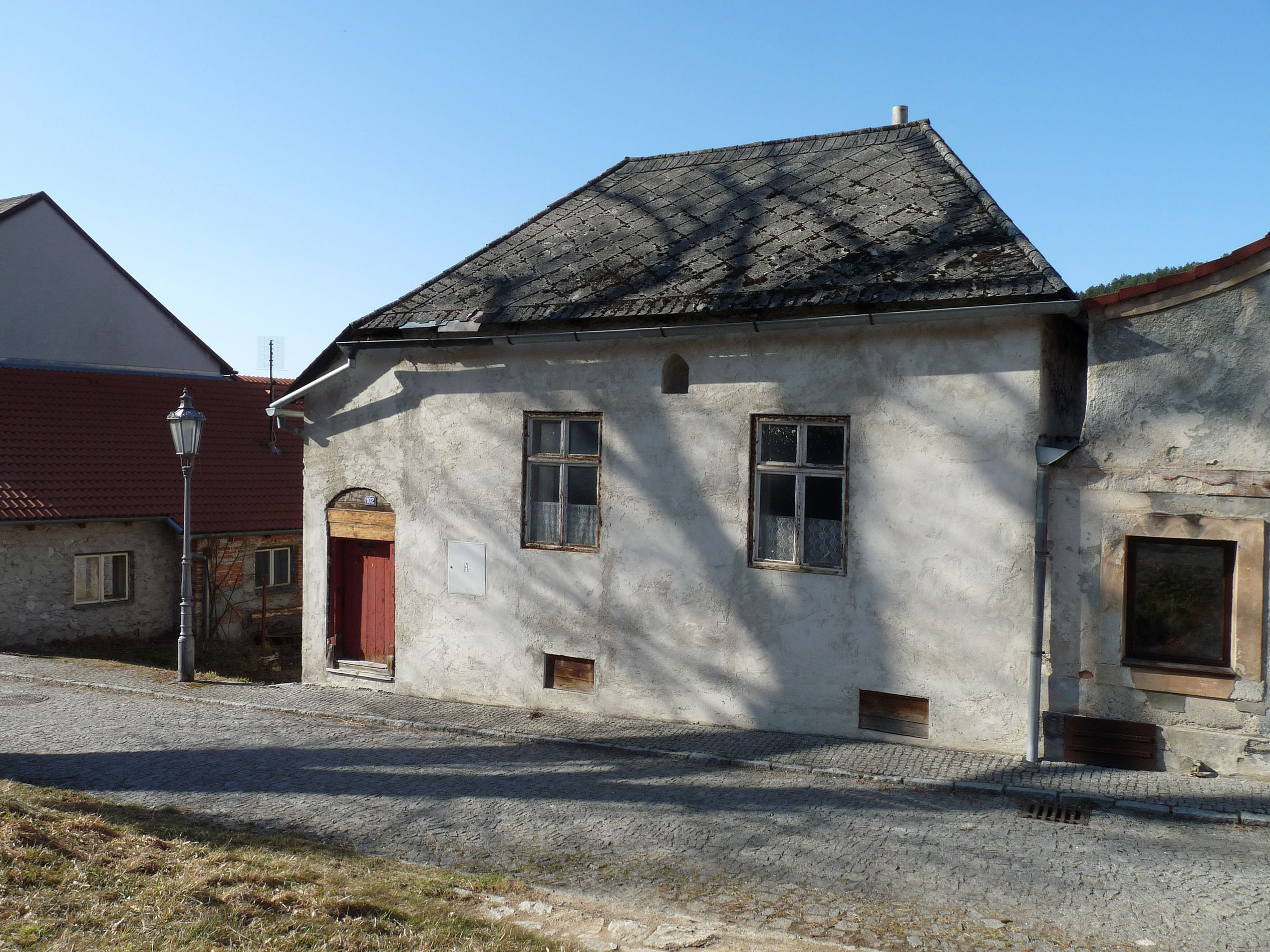
Synagoge in Rabí

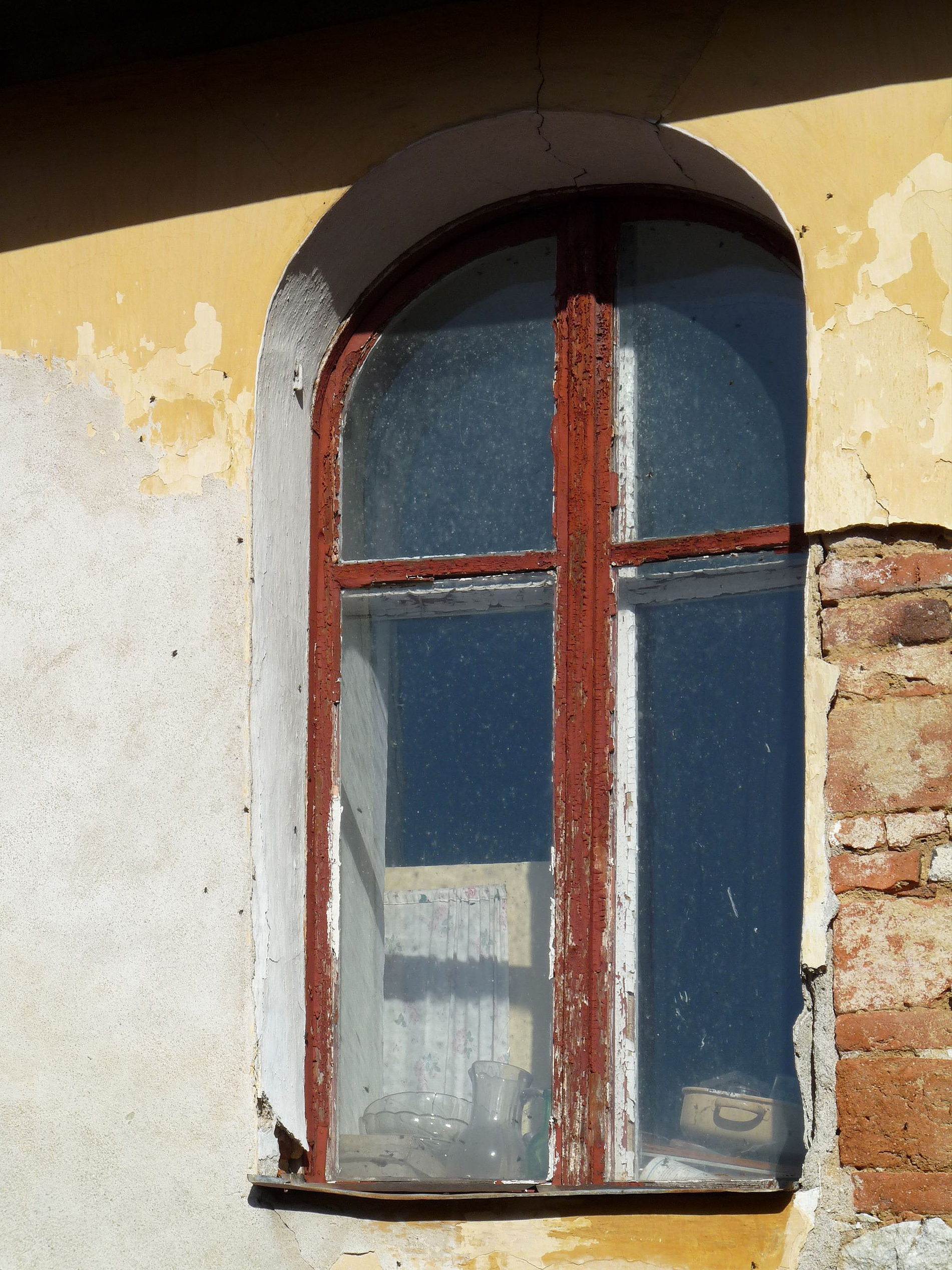
Rundbogenfenster

Die Synagoge in Rabí (deutsch Rabi, früher Raby), einer Stadt im Okres Klatovy in Tschechien, wurde in den 1840er Jahren errichtet. Die profanierte Synagoge ist seit 1993 ein geschütztes Kulturdenkmal.